# Дом А. С. Остатошникова с магазином
Дом А. С. Остатошникова с магазином — памятник градостроительства и архитектуры в историческом центре Нижнего Новгорода. Построен в несколько этапов, в 1847, 1865 и 1905—1906 годах. Авторы проектов — Л. В. Фостиков, И. Ф. Небольсин. Автор самой поздней перестройки первого этажа в стиле модерн — архитектор Д. А. Вернер.

## История
Каменный дом на месте современного здания стоял уже в XVIII веке. В 1847 году в процессе проектирования здания городского театра на Большой Покровской улице он был перестроен по проекту архитектора Л. В. Фостикова, получив характерные для того времени прямоугольные наличники окон второго этажа, в которые вписывались высокие оконные проёмы с циркулярными верхами.
В 1865 году участок принадлежал купцу Андрею Семёновичу Остатошникову. Тогда же дом был перестроен по проекту архитектора И. Ф. Небольсина в стиле академической эклектики.
В начале XX века дом перешёл во владение М. Г. Остатошниковой, которая в 1905—1906 годах перестроила первый этаж в стиле модерн под ресторан братьев Розановых. Автором плана перестройки был архитектор Д. А. Вернер, оставивший на фасаде автограф в виде обрамлённой рамки с надписью «Арх. Вернер». В этот же период были разобраны венчавшие здание парапет и лучковые аттики над боковыми проёмами.
Во второй половине XX века была утрачена лестница, ведущая на второй этаж, а в дворовой части появилась трёхэтажная пристройка и надстройка в уровне третьего этажа над лестничной клеткой.

## Архитектура
Здание прямоугольное в плане, кирпичное двухэтажное, под вальмовой крышей. С восточной стороны к основному объёму примыкает трёхэтажный пристрой под плоской крышей. Архитектура фасадов решена в эклектичных формах с элементами классицизма и модерна.
Главный уличный фасад в пять осей имеет симметричную композицию, фланкирован ризалитами с пилястрами. Горизонтальное членение фасада оформлено развитым междуэтажным поясом с богатыми декоративными элементами, широким фризом и массивным профилированным карнизом небольшого выноса.
Арочные оконные проёмы второго этажа увенчаны прямыми профилированными сандриками по центральным осям и сандриками в виде треугольных фронтонов в осях ризалитов. В уровне первого этажа расположены три витринных окна. По низу витрин проходит металлическое ограждение в стиле модерн.
Второй этаж здания сохранился по состояния на 1865 год и несёт черты академической эклектики. Первый этаж сохранился в виде после перестройки 1906 года и несёт ярко выраженные черты раннего декоративного модерна.
Особую художественную ценность представляют сохранившиеся интерьеры дома, выполненные в стиле модерн. В частности: деревянные тамбур с аттиком, лепной орнамент в виде композиции цветов и стеблей по периметру потолка главного зала, широкий проём в виде подковы, с двумя колоннами на пьедесталах с капителями, декорированными элементами композитного ордера, волютами и цыетами, лепной орнамент в виде растений с цветами, обвивающий колонны, деревянная дверь криволинейной формы с двухсторонним рельефом дверного полотна, керамический фриз по периметру главного зала, на котором изображены лебеди, плывущие по волнам.